# Retriever Soccer Park
Le Retriever Soccer Park est un stade de football américain à Catonsville, dans la banlieue sud de Baltimore dans le Maryland.
Le stade, doté de 1 500 places et inauguré en 1998, appartient à l'Université du Maryland et sert d'enceinte à domicile pour l'équipe universitaire des Retrievers de l'UMBC (pour le soccer masculin et féminin).

## Histoire
Le stade ouvre ses portes à l'automne 1998, et fait partie des nombreuses installations sportives appartenant à l'Université du Maryland et située sur le campus universitaire de cette dernière (dans la partie sud-est).
Il comprend alors, dès son inauguration, une salle de presse et un tableau d'affichage électronique.
Une première rénovation a lieu en 2006, où des gradins sont ajoutés pour pouvoir accueillir 1 500 spectateurs, et où un système d'irrigation est installé.